# Andrew Weber
Andrew Weber, né le 9 août 1983 à Phoenix en Arizona, est un footballeur américain évoluant au poste de gardien de but.

## Biographie
Il commence sa carrière professionnelle, en 2005, dans la Major League Soccer avec le DC United où il ne joue aucun match avec l'équipe première. En 2006, il rejoint l'Impact de Montréal où il joue 30 matchs toutes compétitions confondues jusqu'en 2008. Le 11 février 2009, il signe avec les Earthquakes de San José. Il y joue 3 matchs jusqu'à son départ en juin 2010. Il revient dans ce club le 7 mars 2011 où il effectue deux apparitions en coupe. Son option pour la saison 2012, n'étant pas levée, il s’inscrit à la MLS Re-Entry Draft 2011 mais n'est pas sélectionné. Il devient agent libre avant de signer aux Sounders FC de Seattle où il joue cinq matchs durant la saison. Il n'est pas prolongé et signe en 2013 au Phoenix FC où il apparaît à 14 reprises. Il est prêté durant la saison à Seattle où il joue trois matchs. En 2014, il s'engage avec les Timbers de Portland.

## Palmarès
- Portland de Timbers
  - MLS Cup en 2015